# Санкт-Мартин (Пфальц)
Санкт-Мартин (нем. Sankt Martin) — община в Германии, в земле Рейнланд-Пфальц.
Входит в состав района Южный Вайнштрассе. Подчиняется управлению Майкаммер. Население составляет 1817 человек (на 31 декабря 2010 года). Занимает площадь 11,20 км².